# Internet Explorer 3

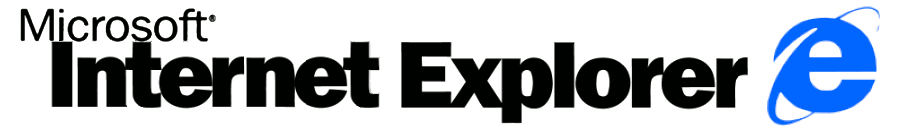

Microsoft Internet Explorer 3 trình duyệt web là một trình duyệt đồ họa ra mắt vào 13 tháng 8 năm 1996 bởi Microsoft cho Microsoft Windows và 8 tháng 1, 1997 cho Apple Mac OS (xem IE trên Mac). Nó bắt đầu dòng trình duyệt thù địch với Netscape Navigator trong Trận chiến trình duyệt. Vào tháng 9 1997 nó đã bị thay thế bởi Internet Explorer 4.
Internet Explorer 3 là trình duyệt đầu tiên chính thức hỗ trợ CSS. Nó cũng được giới thiệu hỗ trợ cho ActiveX control, Java applet.
IE3 là bản đầu tiên phát triển mà không dựa trên mã nguồn của Spyglass, nhưng vẫn dùng công nghệ Spyglass.